# Marc Allégret

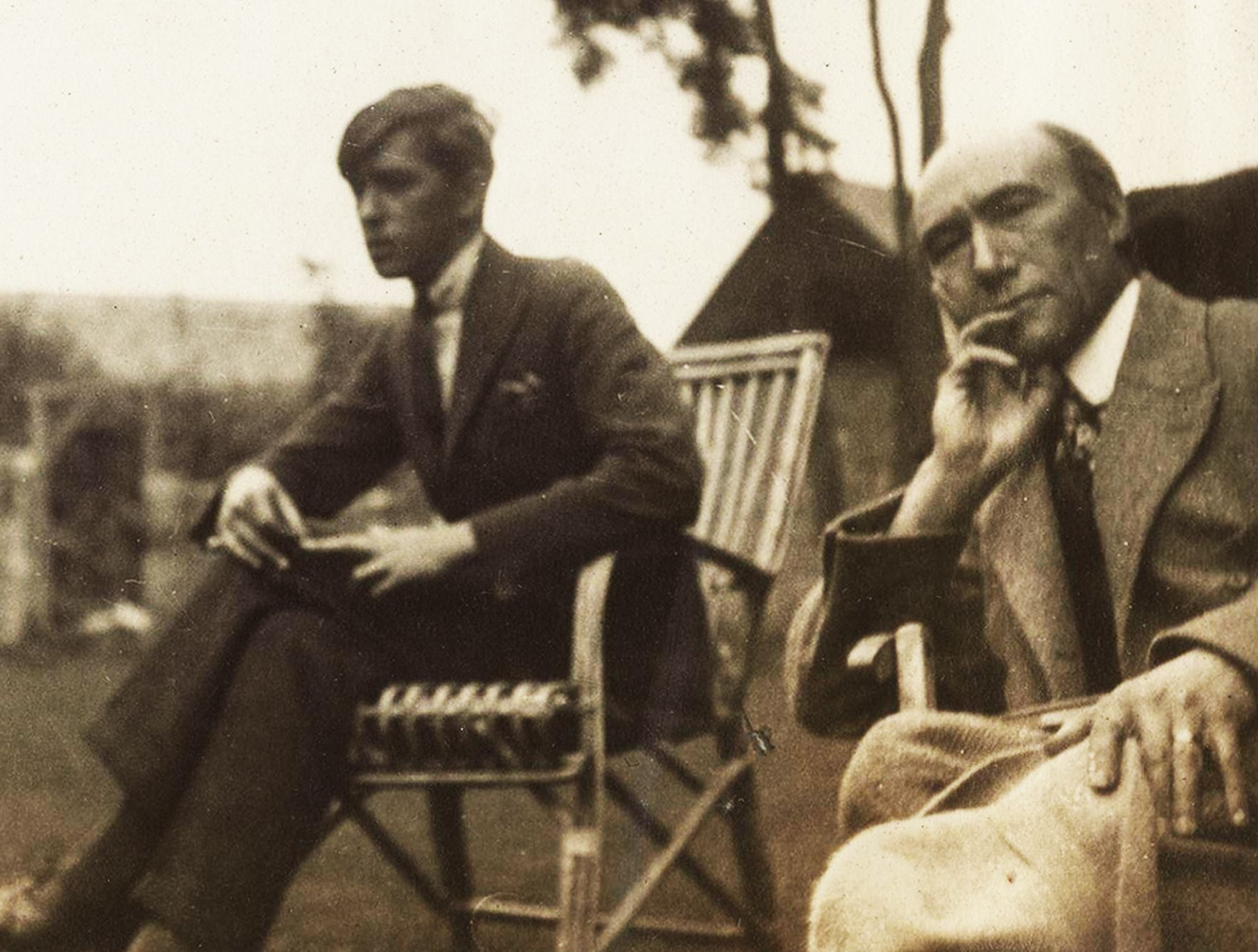
Marc Allégret (links) und André Gide, 1920

Marc Henri Noel Allégret (* 22. Dezember 1900 in Basel; † 3. November 1973 in Paris) war ein französischer Filmregisseur und der Bruder des Regisseurs Yves Allégret.

## Leben und Werk
Nachdem Marc Allégret sein Jurastudium abgeschlossen hatte, begleitete er seinen damaligen Liebhaber André Gide auf einer ausgedehnten Expedition nach Afrika. Dort entstand sein erster Film, der Dokumentarfilm Voyage au Congo (1927), und Allégret fasste den Entschluss, Filmemacher zu werden. Er drehte zunächst weitere Dokumentarfilme und einige Kurzfilme, bevor er 1930 Robert Florey als Regisseur für Le Blanc et le Noir nach nur fünf Drehtagen ersetzte. Der Film stellte das Tonfilmdebüt des französischen Schauspielers Raimu dar und war der erste Film des Komikers Fernandel. Fortan war Allégret ein gefragter Regisseur und drehte kontinuierlich bis zum Ausbruch des Zweiten Weltkrieges, darunter weitere Filme mit Raimu und vielen bedeutenden Stars des französischen Kinos der Vorkriegszeit wie Simone Simon, Jean Gabin, Josephine Baker, Michel Simon, Louis Jouvet oder Michèle Morgan.
Während der Okkupation Frankreichs durch das NS-Regime konnte er seine Arbeit fortsetzten und drehte mehrere Filme, zumeist leichte Unterhaltungsfilme.
Nach dem Zweiten Weltkrieg realisierte er drei Filme im Vereinigten Königreich, um dann Anfang der 1950er Jahre seine Karriere in seinem Heimatland sehr erfolgreich fortzusetzen.
Geschmäht von den Verfechtern der aufkommenden Nouvelle Vague, galt Allégrets Art, Filme zu drehen, in den 1960er Jahren als nicht mehr zeitgemäß, und er wandte sich wieder dem Dokumentarfilm zu, bevor er 1970 seinen letzten Spielfilm, Der Ball des Comte d’Orgel, nach dem gleichnamigen Roman von Raymond Radiguet drehte. Es war der Eröffnungsfilm der Filmfestspiele von Cannes im Mai 1970.
1973 starb Allégret im Alter von 72 Jahren in seiner Wohnung in Paris.
Marc Allégret gilt als Entdecker vieler großer französischer Filmstars wie Brigitte Bardot, Jean-Paul Belmondo, Alain Delon, Patrick Dewaere oder Johnny Hallyday.
.

### Privatleben
Marc Henri Noel Allégret kam als vierter Sohn eines protestantischen Geistlichen und Missionars in der Schweiz zur Welt. 1914 ging sein Vater als Offizier nach Afrika, und André Gide, der ein Freund der Familie war, wurde als Hauslehrer für seine Söhne bestellt. Mit Gide ging Allégret später eine Liebesbeziehung ein, die bis zum Ende der gemeinsamen Afrikareise hielt. Sie blieben jedoch freundschaftlich verbunden, so war Gide 1929 Trauzeuge der ersten Ehe seines jüngeren Bruders Yves.
Anfang der 1930er Jahre hatte er eine Liaison mit der französischen Schauspielerin Simone Simon, der er mit seiner Vicki-Baum-Adaption Lac aux dames (1934) zu Starruhm verhalf.
1938 heiratete er die französische Schauspielerin Nadine Vogel (1917–1993): Die Ehe wurde 1957 geschieden.

## Filmografie (Auswahl)

### Regie
- 1930: Papoul
- 1932: Fanny – nach einem Bühnenstück von Marcel Pagnol
- 1934: L’Hotel du Libre-Èchange
- 1934: Zou-Zou
- 1934: Lac aux dames
- 1934: Sans famille
- 1935: Sylvie (Die schönen Tage) (Les beaux jours)
- 1936: Sous les yeux d’Occident
- 1937: Der Dickschädel (Gribouille)
- 1937: Andere Welt (La dame de Malacca)
- 1938: Orage
- 1938: Theaterliebe (Entrée des artistes)
- 1942: L’Arlésienne
- 1942: Félicie Nanteuil – nach einem Roman von Anatole France
- 1944: Die Gräfin von Lunegarde (Lunegarde)
- 1946: Freibeuter der Liebe (Pétrus)
- 1948: Unruhiges Blut (Blanche Fury)
- 1950: Verbrechen ohne Schuld (Blackmailed)
- 1950: Das träumende Herz (Maria Chapdelaine) – nach dem Roman Maria Chapdelaine von Louis Hémon
- 1953: Julietta – nach einem Roman von Louise de Vilmorin
- 1955: Die Liebe der Lady Chatterley (L’Amant de Lady Chatterley) – nach dem Roman von D. H. Lawrence
- 1955: Reif auf jungen Blüten (Futures vedettes) – nach einem Roman von Vicki Baum
- 1956: Das Gänseblümchen wird entblättert (En effeuillant la marguerite)
- 1957: Meine Frau, mein Junge und ich… (L’Amour est un jeu) – mit Annie Girardot
- 1958: Sei schön und halt den Mund (Sois belle et tais-toi)
- 1958: Leben und lieben lassen (Drôle de dimanche)
- 1959: Die Gerechten oder Die Ballade von der weißen Weste (Les Affreux)
- 1961: Pariserinnen (Les Parisiennes) – Regie der 2. Episode
- 1961: Teufel um Mitternacht (Les Démons de minuit)
- 1970: Der Ball des Comte d’Orgel (Le bal du Comte d’Orgel)

### Darsteller
- 1960 Und vor Lust zu sterben (Et mourir de plaisir) – Regie: Roger Vadim